# Wolfgang von Trips
Wolfgang Alexander Albert Eduard Maximilian Reichsgraf Berghe von Trips (Köln, 1928. május 4. – Monza, 1961. szeptember 10.) német autóversenyző, Formula–1-es pilóta volt.

## Pályafutása
Michael Schumacher 1994-es világbajnoki győzelméig ő volt a legsikeresebb német versenyző. 1956. szeptember 2-án mutatkozott be. 1961-ben már a világbajnoki cím megszerzését tűzte ki célul. Hat versenyből kettőt megnyert, kettőn második lett, így jó úton haladt a világbajnoki cím felé, amikor következett az olasz nagydíj. Az első rajthelyről indulhatott, de nagyon gyengén rajtolt. Miközben meg akarta őrizni vezető helyét, összeütközött Jim Clarkkal. Kocsija a tömegbe rohant, 13 néző és ő maga is a helyszínen meghalt. 
Még a halála előtt alapította meg a Kerpeni Gokartpályát, amelyet később Rolf Schumacher, Michael és Ralf apja bérelt ki, a Schumacherek pedig itt tették meg első köreiket. Michael 1992-es győzelme volt az első, teljes távú GP-győzelem, amit német pilóta szerzett von Trips 1961-es Brit Nagydíjon elért első helyezése óta.

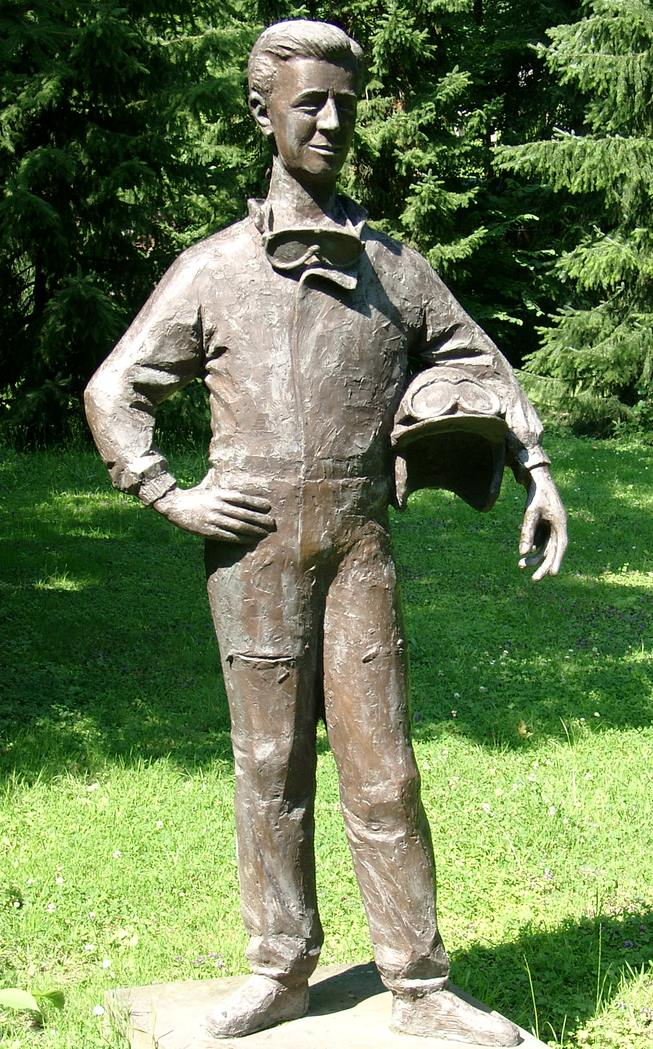
Wolfgang von Trips szobra Kerpenben

## Eredményei
Teljes Formula–1-es eredménysorozata
(Táblázat értelmezése)

(Félkövér: pole-pozícióból indult; dőlt: leggyorsabb kört futott) 

| Év   | Csapat                | Modell               | Motor               | 1       | 2       | 3     | 4      | 5      | 6      | 7      | 8      | 9     | 10     | 11  | Helyezés | Pont |
| ---- | --------------------- | -------------------- | ------------------- | ------- | ------- | ----- | ------ | ------ | ------ | ------ | ------ | ----- | ------ | --- | -------- | ---- |
| 1956 | Scuderia Ferrari      | Lancia-Ferrari D50   | Ferrari V8          | ARG     | MON     | 500   | BEL    | FRA    | GBR    | GER    | ITA Ni |       |        |     | -        | 0    |
| 1957 | Scuderia Ferrari      | Lancia-Ferrari D50A  | Ferrari V8          | ARG 6 * |         |       |        |        |        |        |        |       |        |     | 14.      | 4    |
| 1957 | Scuderia Ferrari      | Ferrari 801          | Ferrari V8          |         | MON Ki† | 500   | FRA    | GBR    | GER    | PES    | ITA 3  |       |        |     | 14.      | 4    |
| 1958 | Scuderia Ferrari      | Ferrari Dino 246     | Ferrari V6          | ARG     | MON Ki  | NED   | 500    | BEL    | FRA 3  | GBR Ki | GER 4  | POR 5 | ITA Ki | MOR | 11.      | 9    |
| 1959 | Dr Ing hcf Porsche KG | Porsche 718 F2       | Porsche Flat-4      | MON Ki  | 500     | NED   | FRA    | GBR    | GER Ni | POR    | ITA    |       |        |     | -        | 0    |
| 1959 | Scuderia Ferrari      | Ferrari Dino 246     | Ferrari V6          |         |         |       |        |        |        |        |        | USA 6 |        |     | -        | 0    |
| 1960 | Scuderia Ferrari      | Ferrari Dino 246     | Ferrari V6          | ARG 5   | MON 8   | 500   | NED 5  | BEL Ki | FRA 11 | GBR 6  | POR 4  |       |        |     | 7.       | 10   |
| 1960 | Scuderia Ferrari      | Ferrari Dino 246P F2 | Ferrari V6          |         |         |       |        |        |        |        |        | ITA 5 |        |     | 7.       | 10   |
| 1960 | Scuderia Centro Sud   | Cooper T51           | Maserati Straight-4 |         |         |       |        |        |        |        |        |       | USA 9  |     | 7.       | 10   |
| 1961 | Scuderia Ferrari      | Ferrari 156          | Ferrari V6          | MON 4   | NED 1   | BEL 2 | FRA Ki | GBR 1  | GER 2  | ITA Ki | USA    |       |        |     | 2.       | 33   |

## Fordítás
- Ez a szócikk részben vagy egészben  a   Wolfgang Graf Berghe von Trips című angol Wikipédia-szócikk fordításán alapul.  Az eredeti cikk szerkesztőit annak laptörténete sorolja fel. Ez a jelzés csupán a megfogalmazás eredetét és a szerzői jogokat jelzi, nem szolgál a cikkben szereplő információk forrásmegjelöléseként.